# Davey
Davey és una població dels Estats Units a l'estat de Nebraska. Segons el cens del 2000 tenia 153 habitants.

## Demografia
Segons el cens del 2000, Davey tenia 153 habitants, 67 habitatges, i 44 famílies. La densitat de població era de 393,8 habitants per km².
Dels 67 habitatges en un 29,9% hi vivien nens de menys de 18 anys, en un 64,2% hi vivien parelles casades, en un 1,5% dones solteres, i en un 34,3% no eren unitats familiars. En el 31,3% dels habitatges hi vivien persones soles el 9% de les quals corresponia a persones de 65 anys o més que vivien soles. El nombre mitjà de persones vivint en cada habitatge era de 2,28 i el nombre mitjà de persones que vivien en cada família era de 2,89.
Per edats la població es repartia de la següent manera: un 20,9% tenia menys de 18 anys, un 5,2% entre 18 i 24, un 35,3% entre 25 i 44, un 20,9% de 45 a 60 i un 17,6% 65 anys o més.
L'edat mediana era de 38 anys. Per cada 100 dones de 18 o més anys hi havia 101,7 homes.
La renda mediana per habitatge era de 37.500 $ i la renda mediana per família de 52.083 $. Els homes tenien una renda mediana de 30.625 $ mentre que les dones 19.375 $. La renda per capita de la població era de 21.128 $. Cap de les famílies i el 0,7% de la població estaven per davall del llindar de pobresa.

## Poblacions més properes
El següent diagrama mostra les poblacions més properes.